# Manfred Born
Manfred Born (* 27. Januar 1960 in Mannheim) ist ein deutscher Jurist. Er ist seit dem 25. Juni 2010 Richter am Bundesgerichtshof. Seit dem 24. Oktober 2022 ist er Vorsitzender Richter. 

## Leben und Wirken
Born war nach Abschluss seiner juristischen Ausbildung zwei Jahre als Rechtsanwalt tätig, bevor er 1994 in den Justizdienst des Landes Rheinland-Pfalz eintrat. Er wurde zunächst bei dem Landgericht und beim Amtsgericht Landau in der Pfalz verwendet. 1999 erfolgte seine Ernennung zum Richter am Landgericht Landau in der Pfalz. Von 2003 bis 2006 war er als wissenschaftlicher Mitarbeiter an den Bundesgerichtshof abgeordnet. Es folgte eine siebenmonatige Abordnung an das Pfälzische Oberlandesgericht in Zweibrücken. 2007 wurde er zum Vorsitzenden Richter am Landgericht Landau in der Pfalz ernannt.
Das Präsidium des Bundesgerichtshofs wies Born dem II. Zivilsenat des Bundesgerichtshofs zu, der vornehmlich für das Gesellschaftsrecht zuständig ist. Mit der Ernennung zum Vorsitzenden Richter am 24. Oktober 2022 übernahm Born den Vorsitz des II. Zivilsenats.